# 野間美由紀
野間 美由紀（のま みゆき、1960年12月4日 - 2020年5月2日）は、日本の漫画家。千葉県千葉市出身。

## 来歴
千葉県立千葉南高等学校卒業。
1979年、18歳の時、『トライアングル・スクランブル』（『花とゆめ』19号）でデビュー。同年『ひっくりかえって恋をして』で、第4回アテナ大賞2席を受賞。当初は一般的な少女漫画を描いていたが、1983年から連作形式で描き始めた『パズルゲーム☆はいすくーる』ではミステリー漫画に移行し、少女漫画誌におけるミステリー作品のさきがけとなる。
日本推理作家協会、本格ミステリ作家クラブ会員。
2020年5月2日正午頃（JST）、虚血性心疾患のため長野県内の病院で死去。59歳没。

## 作品リスト
- パズルゲーム☆はいすくーる（白泉社『花とゆめ』掲載、1983年 - 2001年 全34巻）
  - 新パズルゲーム☆はいすくーる（秋田書店『ミステリーボニータ』掲載、2002年 - 2008年、全6巻）
    - パズルゲーム☆はいすくーるX（秋田書店『ミステリーボニータ』掲載、2008年 - 2015年、全8巻）
    - パズルゲーム☆プレステージ（秋田書店『ミステリーボニータ』掲載、2016年 - 2020年、全4巻）
    - パズルゲーム☆ミステール（秋田書店『ミステリーボニータ』掲載、2020年）[注 1]

  - パズルゲーム☆トレジャー（白泉社『Silky』掲載、2008年 - 2011年、全4巻）
    - パズルゲーム☆Pro（白泉社『Silky』掲載、2011年 - 2013年、全3巻）
    - パズルゲーム☆ラグジュアリー（白泉社『Love Silky』掲載、2013年 - 2016年、全5巻）
    - パズルゲーム☆サクシード（白泉社『Love Silky』掲載、2016年 - 2020年、全6巻）[注 2]
- ジュエリーコネクション
  - 新・ジュエリーコネクション
- アトモスフィア
- インテリア
- 嘘でかまわない
- ナット・クラッカー
- cat's paw
- Joker